# Granville Ryrie
Granville de Laune Ryrie, né le 1er juillet 1865 à Michelago en Nouvelle-Galles du Sud (Australie), mort le 2 octobre 1937 à Londres, est un militaire, homme politique et diplomate qui s'est distingué dans la seconde guerre des Boers puis pendant la Première Guerre mondiale sur le front du Moyen-Orient. Il représente ensuite les intérêts australiens devant la Société des Nations et comme haut-commissaire auprès du Royaume-Uni.

## Biographie

### Origines
Granville Ryrie naît en 1865 dans le village de Michelago, dans une famille d'agriculteurs de Nouvelle-Galles du Sud. Son père, Alexander Ryrie, était éleveur, membre des deux chambres du Parlement provincial, de l'Assemblée législative de 1880 à 1891 puis du Conseil législatif de 1892 à 1909. Il fait ses études à Mittagong puis à Sydney. Il apprend l'équitation, le tir et devient un boxeur poids lourds. En 1896, il épouse Mary McFarland, fille du juge Alfred McFarland.

### D'une guerre à l'autre

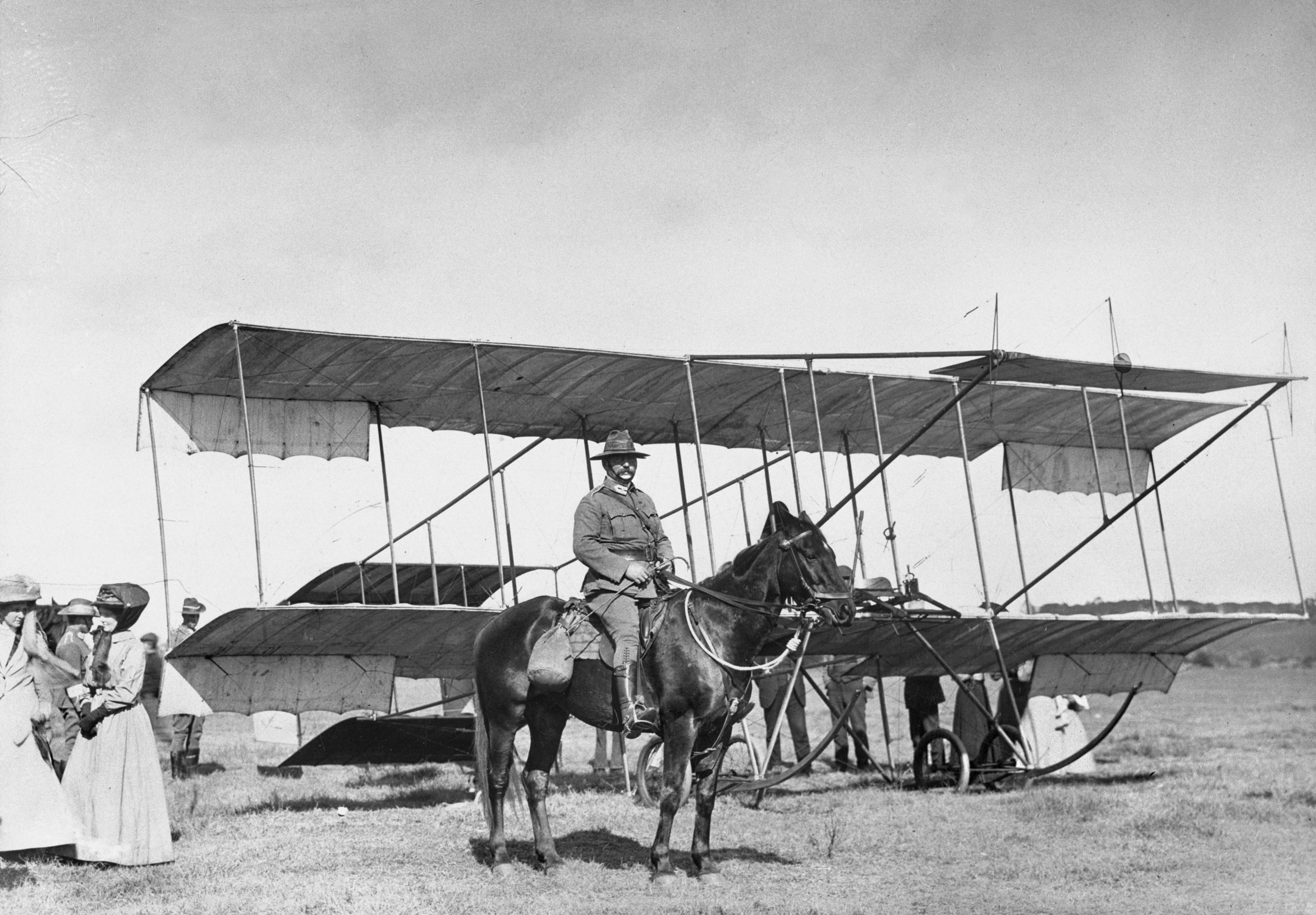
Le colonel Granville Ryrie à cheval à Camperdown (Sydney) devant un biplan Bristol Boxkite, 1914.

Pendant la guerre des Boers, de 1899 à 1902, il est volontaire dans un des Bushmen's Contingents, unité de cavalerie légère ; il est élevé au rang de major honoraire.
En avril 1906, il est élu à l'Assemblée législative de Nouvelle-Galles du Sud dans la circonscription de Queanbeyan ; il siège jusqu'en 1910 ; il échoue une première fois aux élections à la Chambre des représentants (Parlement australien) mais, en 1911, est élu à une élection partielle dans la circonscription de Sydney Nord.
Au début de la Première Guerre mondiale, il est promu brigadier-général et reçoit le commandement de la 2e brigade de cavalerie légère, partie de la division montée du corps d'armée australien et néo-zélandais (ANZAC). Il est posté dans le secteur du canal de Suez puis, en mai 1915, rejoint la campagne des Dardanelles où il est blessé deux fois. Après une période de repos en Égypte et à Londres, il rejoint l'Egyptian Expeditionary Force britannique (EEF) dans la campagne du Sinaï et de la Palestine. En octobre 1917, il participe à la bataille de Beersheba où les Australiens s'emparent de cette ville de la Palestine ottomane.
À la Noël de 1917, sa brigade campe près de la colonie juive de Rishon LeZion. Lui et ses officiers fêtent et dansent pour célébrer la prise de Jérusalem. Le maître d'école local prononce un discours exalté en russe auquel Ryrie répond dans le registre emphatique et vigoureux de l'éloquence politique australienne : d'après un témoin, son discours était si impressionnant que même des vieilles femmes juives qui n'entendaient pas un mot d'anglais en pleuraient de joie.
Au lendemain de la bataille d'Amman (25 septembre 1918) en Transjordanie, son unité est envoyée capturer les dernières garnisons ottomanes le long du chemin de fer du Hedjaz. Le 29 septembre 1918, les cavaliers australiens rencontrent les soldats turcs de la garnison de Ma'an qui, en se repliant vers le nord, se trouvent encerclée par plusieurs milliers de Bédouins Bani Sakher (en) qui veulent les piller et massacrer. Le général néo-zélandais Edward Chaytor, commandant de la division montée, confie à Ryrie le soin de veiller sur les prisonniers et les autorise à conserver leurs armes pour se défendre contre les pillards : dans les jours suivants, on voit même les soldats australiens fraterniser avec leurs captifs turcs anatoliens et les applaudir quand ils font feu pour repousser les Bédouins.
Après la capitulation ottomane de l'armistice de Moudros (30 octobre 1918), Granville Ryrie succède à Chaytor à la tête de la division montée de l'ANZAC en décembre 1918. En avril 1919, il est nommé chef de la force impériale australienne rassemblée en Égypte en attente de rapatriement. Il est promu major général en septembre 1919.
Cependant, les soldats indiens, australiens et néo-zélandais de l'EEF en Égypte doivent réprimer l'agitation nationaliste antibritannique. En mars 1919, un soldat du 3e régiment de Gurkhas est assassiné par des inconnus ; les Gurkhas et les Australiens de la 2e brigade montée ripostent en brûlant le village proche avec l'approbation de Ryrie. L'agitation ne se calme qu'avec le retour du général Edmund Allenby, chef de l'EEF, quelques jours plus tard.

### Carrière diplomatique et dernières années

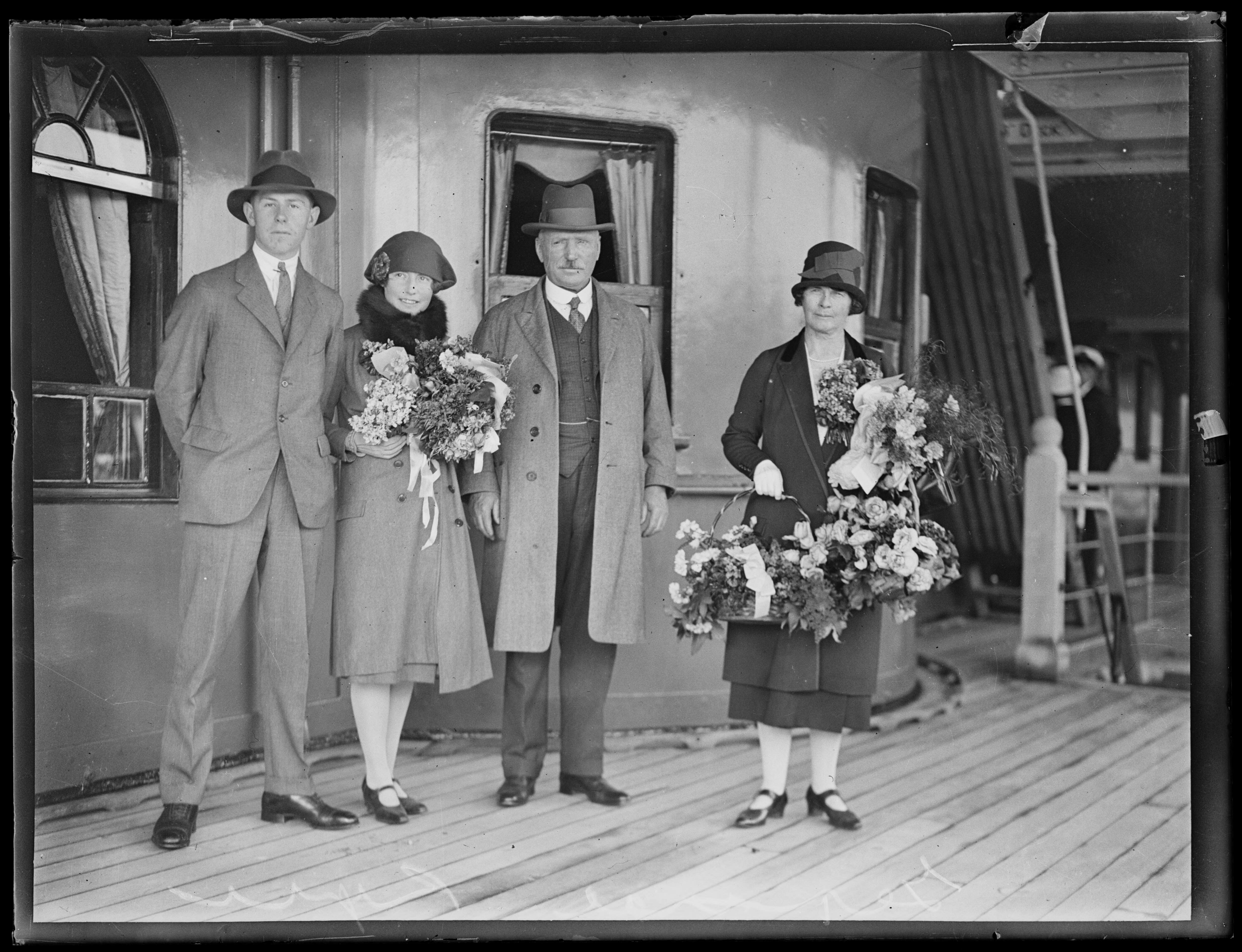
Granville Ryrie, haut-commissaire d'Australie au Royaume-Uni, avec sa famille en 1932.

Après son retour en Australie, Ryrie revient à la Chambre des représentants comme élu de Sydney Nord. En 1920, il devient vice-ministre de la Défense auprès du ministre Billy Hughes. En 1920, la circonscription de Sydney Nord est divisée en deux et Ryrie se fait réélire dans la nouvelle circonscription de Warringah.
Il siège à la Chambre des représentants jusqu'en 1927. De 1927 à 1932, il exerce la fonction de haut-commissaire d'Australie au Royaume-Uni, l'équivalent d'un ambassadeur pour ce pays qui est un dominion de l'Empire britannique : c'est la première fois que ce poste est confié à un autre qu'un ancien gouverneur général d'Australie.
En 1928 et 1929, il est délégué auprès de la Société des Nations pour l'examen annuel de l'administration australienne dans le Territoire de Nouvelle-Guinée, ancienne colonie allemande placée sous mandat australien.
Peu familiarisé avec les usages de la diplomatie, lors de sa première séance à la Société des Nations, il prononce un discours fort sonore et au vocabulaire coloré qui déclenche un éclat de rire général. Le délégué français Aristide Briand, entré pendant le discours, ne comprend pas un mot de l'anglais australien du général ; ayant entendu la traduction, il se joint à l'hilarité ambiante, va trouver Ryrie et lui donne une tape sur l'épaule en commentant : « Magnifique ! Australia ! » La motion de Ryrie est rejetée à une écrasante majorité.
Il rentre en Australie en 1932 et meurt à Sydney le 2 octobre 1937. Après des funérailles nationales à la cathédrale Saint-André de Sydney, il est inhumé à Michelago où sa famille réside toujours.